# Cosmos 1066
Cosmos 1066, también conocido como Astrofizika, fue un observatorio espacial de rayos gamma de la Unión Soviética lanzado el 23 de diciembre de 1978 a bordo de un cohete Soyuz desde el cosmódromo de Plesetsk.
Estaba basado en el bus del Meteor 1 y llevaba instrumentación para la observación de láser emitidos desde la Tierra con fines de control de navegación del satélite. El control de la órbita se hacía mediante un motor iónico SPD-50 similar a los usados en los satélites Meteor y Priroda.
El satélite funcionó durante unos dos años.